# Русина, Нина Александровна
Нина Александровна Русина (20 марта 1925 — 6 апреля 2018) — передовик советского сельского хозяйства, заведующая свиноводческой фермой колхоза имени Жданова Староконстантиновского района Хмельницкой области, Герой Социалистического Труда (1971).

## Биография
Родилась в 1925 году в Староконстантинове, ныне Хмельницкой области. Получила начальное образование в школе №3 города Староконстантинова.
В годы Великой Отечественной войны проживала на оккупированной территории. В 1942 году была отправлена на работы в Германию. После освобождения вернулась в родные места. Стала работать звеньевой полеводческой бригады, трактористкой. 
С 1957 по 1966 годы трудилась на ферме дояркой. В её группе было 20 коров. Вручную надаивала по 5000 литров молока от каждой коровы в год. Была представлена к награждению Орденом Ленина. С 1967 по 1983 годы ей доверили право руководить свиноводческой фермой колхоза имени Жданова. На ферме было 5500 голов свиней, совместными усилиями удавалось получать по 500 граммов суточного привеса.   
Указом Президиума Верховного Совета СССР от 8 апреля 1971 года за получение высоких результатов в сельском хозяйстве и рекордные показатели в животноводстве Нине Александровне Русиной было присвоено звание Героя Социалистического Труда с вручением ордена Ленина и медали «Серп и Молот».  
Проживала в городе Староконстантинов. Умерла 6 апреля 2018 года.

## Награды
За трудовые успехи была удостоена:
- золотая звезда «Серп и Молот» (08.04.1971)
- два ордена Ленина (22.03.1966, 08.04.1971)
- Орден Октябрьской Революции (10.03.1976)
- другие медали.